# Knut Schmidt-Nielsen

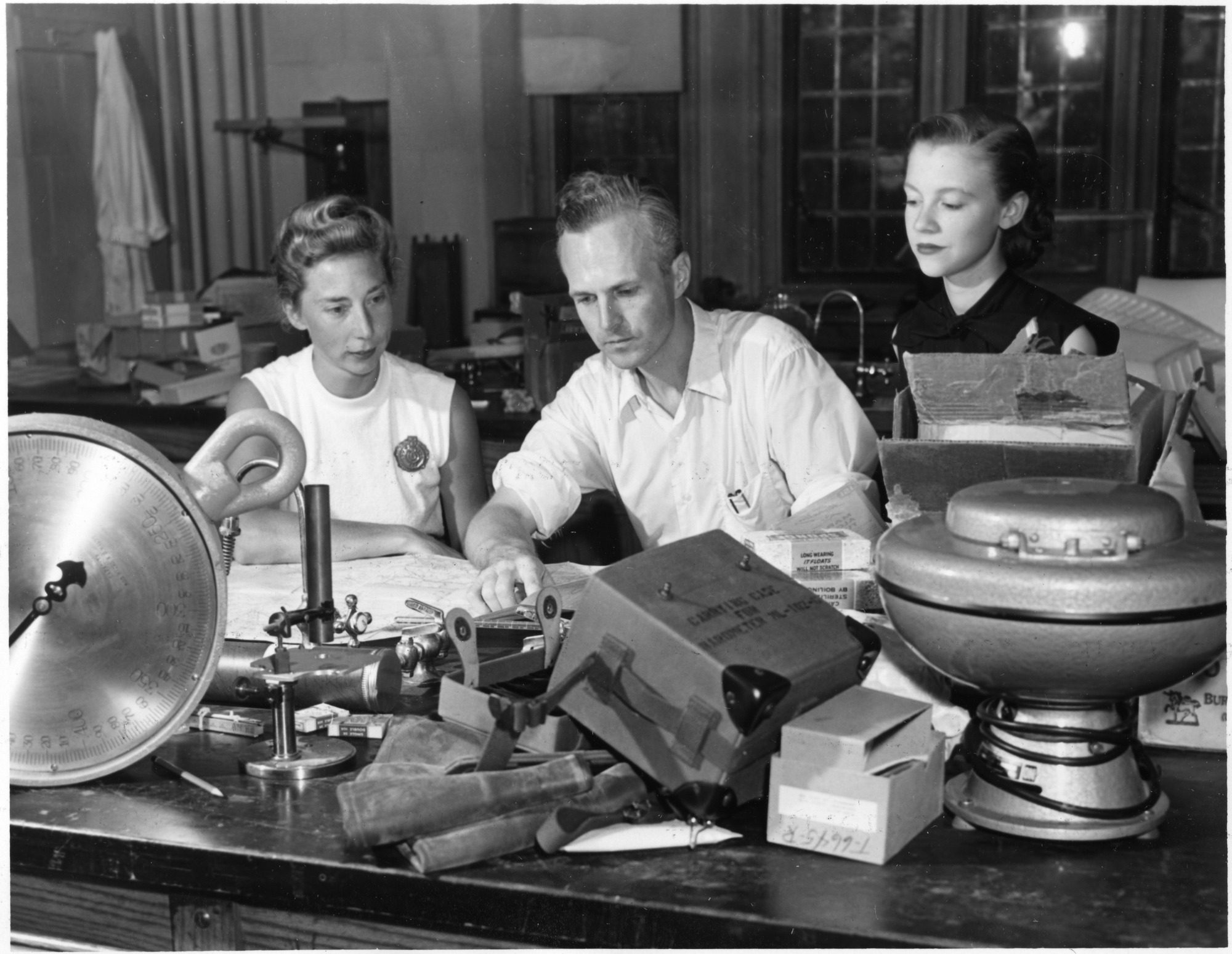
Bodil Mimi Krogh Schmidt-Nielsen, Knut Schmidt-Nielsen, e Barbara Wagner.

Knut Schmidt-Nielsen (24 de setembro de 1915 - 25 de janeiro de 2007) foi uma figura proeminente no campo da fisiologia comparativa e professor emérito de fisiologia na Duke University.

## Background
Nasceu em Trondheim, Noruega. Ele foi educado em Oslo e Copenhague. Tornou-se aluno do laboratório de August Krogh em Copenhague em 1937. Schmidt-Nielsen mudou-se para os Estados Unidos, onde estudou no Swarthmore College, na Universidade de Stanford e na Faculdade de Medicina da Universidade de Cincinnati.

## Carreira
Schmidt-Nielsen publicou mais de 275 artigos científicos e escreveu o texto oficial sobre fisiologia animal. Schmidt-Nielsen é amplamente reconhecido por ter feito contribuições significativas para a ecofisiologia . Ele tem sido referido como "o pai da fisiologia comparativa e biologia integrativa" e "um dos maiores de todos os tempos da fisiologia animal". Ele veio para a Duke University em 1952 e se tornou um James B. Duke Professor no Departamento de Biologia.
Em 1980, Knut Schmidt-Nielsen foi eleito presidente da União Internacional de Ciências Fisiológicas. Ele foi o editor fundador da News in Physiological Sciences . Foi membro da Royal Norwegian Society of Sciences and Letters (1973), da Norwegian Academy of Science and Letters (1979), da Royal Society of London, da French Academy of Sciences e da United States National Academy of Sciences. Ao lado do prédio de Ciências Biológicas no campus de Duke há uma estátua de Schmidt-Nielsen olhando para um camelo, homenageando seus mais de vinte anos de trabalho estudando e desfazendo mitos sobre como os camelos resistem ao ambiente hostil do deserto.
Ele recebeu o International Prize for Biology de 1992 concedido pela Sociedade Japonesa para a Promoção da Ciência.

## Livros
- 1972 How Animals Work Cambridge: Cambridge University Press. ISBN 978-0-521-09692-8
- 1975 Animal Physiology: Adaptation and Environment Cambridge & New York: Cambridge University Press. ISBN 0-521-20551-4
- 1979 Desert animals: Physiological problems of heat and water Dover Publications. ISBN 978-0-486-23850-0
- 1984 Scaling: Why Is Animal Size So Important? Cambridge & New York: Cambridge University Press ISBN 0-521-31987-0
- 1998 The Camel's Nose: Memoirs Of A Curious Scientist Washington, D.C: Island Press. ISBN 978-1-55963-512-7